# Allan Oviedo
Allan Fernando Oviedo Rodríguez (né le 8 novembre 1970 à Alajuela au Costa Rica) est un footballeur international costaricien, qui évoluait au poste d'attaquant.

## Biographie

### Carrière en sélection
Avec l'équipe du Costa Rica, il joue 26 matchs (pour 7 buts inscrits) entre 1996 et 1999. Il figure notamment dans le groupe des sélectionnés lors de la Gold Cup de 1998.
Il participe également à la Copa América de 1997.

## Palmarès

### Palmarès en club
| Sagrada Familia - Championnat du Costa Rica D2 (1) : - Champion : 1993-94. |  | Unión de Curtidores - Championnat du Mexique D2 (1) : - Champion : 1999 (Été). |  | Alajuelense - Championnat du Costa Rica (2) : - Champion : 2000-01 et 2001-02. |

### Palmarès en sélection
Costa Rica
- Copa Centroamericana (1) :
  - Vainqueur : 1997.